# ホノカア

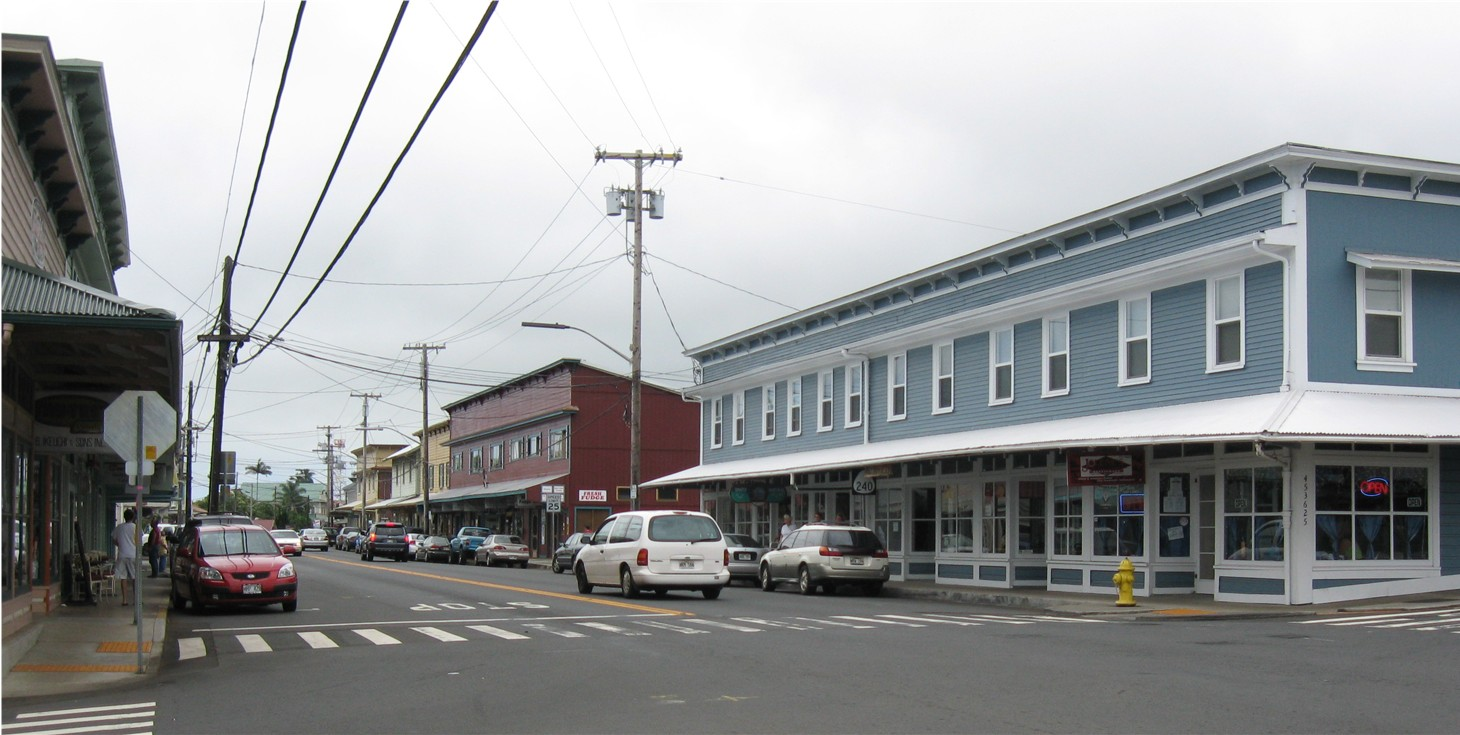
歴史を移すホノカアのメインストリート

ホノカア（英語: Honokaa）はアメリカ合衆国ハワイ州ハワイ島ハマクア地区にある町で、CDPとしての人口は2,230人である（2000年調査）。

## 概要
ホノカア（英語: Honokaa）はアメリカ合衆国ハワイ州ハワイ島の北東部、ハマクア地区にある町で、CDPとしての人口は2,230人である（2000年調査）。かつてはサトウキビの栽培で栄えた所であるが、その産業はすでにない。すぐ東にワイピオ渓谷があり、そこへの観光基地である。 
町のメインストリートは1930年代の面影をの残している。映画『ホノカアボーイ』の舞台になったところで、マラサダの店などもある。 

## 交通
ハワイ島の西のカイルア・コナと東のヒロを北回りで結ぶハワイ州道19号線に沿った町で、ワイメアのすぐ東にある。 